# Euthyphron (Platon)
Euthyphron sau Eutifron (în greacă veche Εὐθύφρων) este un dialog scris de Platon.